# West-Pruisisch voetbalkampioenschap 1907/08
In 1907/08 werd het eerste West-Pruisische voetbalkampioenschap gespeeld, dat georganiseerd werd door de Baltische voetbalbond. De competitie was onderverdeeld in de Bezirksliga Danzig-Stolp en de Bezirksliga Elbing-Graudenz. Van de Bezirksliga Danzig-Stolp is enkel nog de finale bekend, van de Bezirksliga Elbing-Graudenz enkel dat Elbinger FC 1905 naar de Baltische eindronde ging. 
De finale om de West-Pruisische titel werd in de allereerste Baltische eindronde, BuEV Danzig won van Elbing en plaatste zich zo voor de finale tegen de Oost-Pruisische kampioen, VfB Königsberg. Deze club was echter een maatje te groot en speelde BuEV helemaal van het veld, het werd 9-0.

## Bezirk Danzig-Stolp
|  |                   |       |             |       |
|  | SV Germania Stolp | 0 - 2 | BuEV Danzig | Stolp |
|  |                   |       |             | Stolp |

## Bezirk Elbing-Graudenz
Elbinger FC 1905